# Rhodoxanthin
Rhodoxanthin ist ein Farbstoff aus der Gruppe der Carotinoide. Er wurde als Lebensmittelfarbstoff und Kosmetikfarbstoff verwendet und war bis 1994 in der Europäischen Union als E 161f zugelassen.

## Eigenschaften
Beim Rhodoxanthin handelt es sich um einen tiefroten in Fetten löslichen Feststoff. Es weist ein breites Farbspektrum von rot über rosa bis zu violett auf. Rhodoxanthin zählt als eines der seltenen Carotinoide in retro-Konfiguration.

## Vorkommen
Der Farbstoff ist in Blättern und Samenschalen von Bäumen, aber auch im Gefieder von Vögeln enthalten. Er kommt auch bei Fischen vor. Beispiele dafür sind die Samenbecher der Eibe (Taxus sp. und Taxus baccata) und die Federn der australischen Pflaumenfußtaube.  Es sammelt sich ebenfalls in den Beeren bestimmter Geisblattarten an (Lonicera sp.).

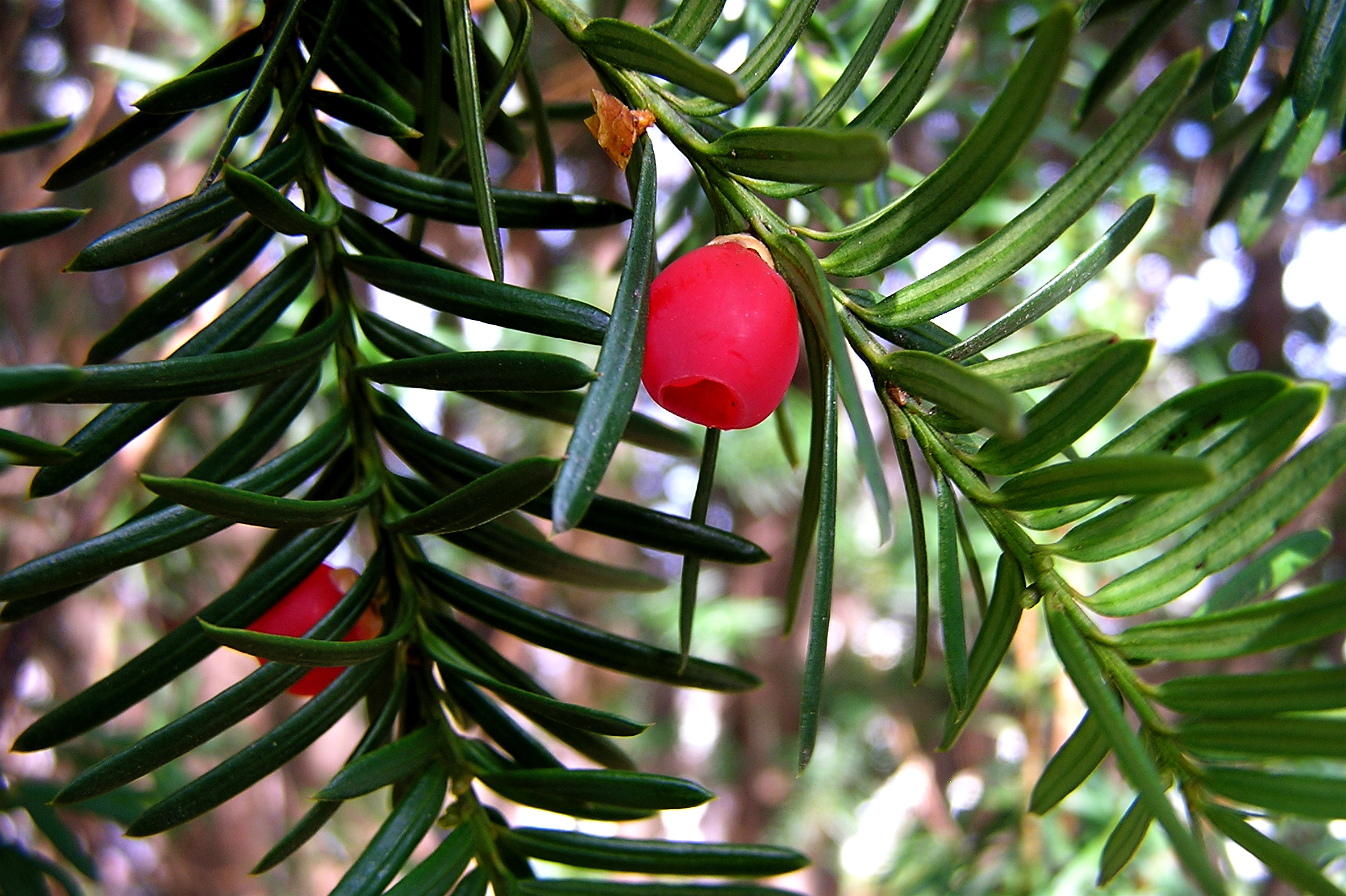
Eibe (Taxus sp)
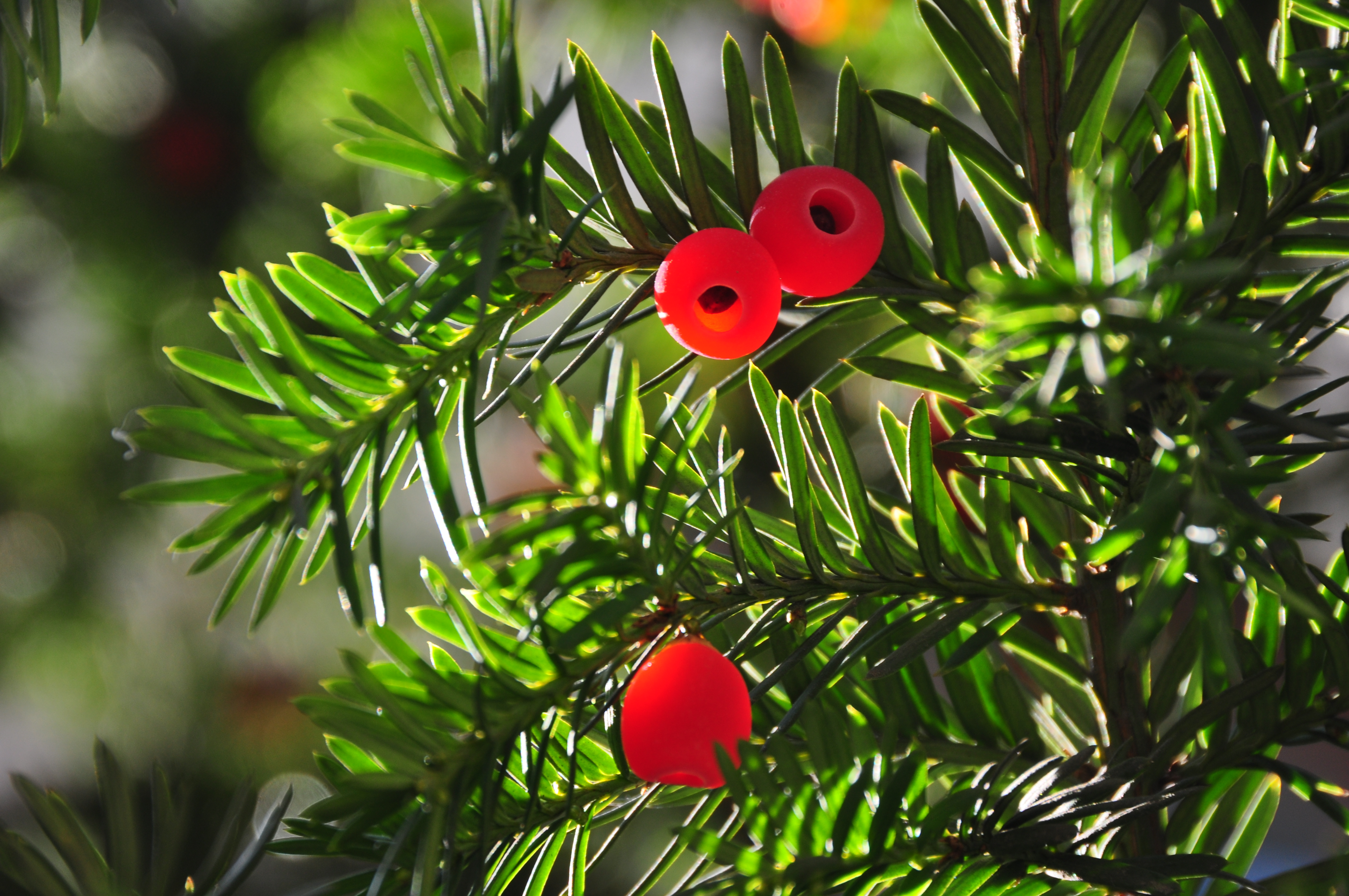
Eibe (Taxus baccata)

## Rechtliche Situation
In der Europäischen Union sind die Lebensmittelzusatzstoffe gemäß Anhang II der Verordnung (EG) Nr. 1333/2008 (Stand August 2021) sowie in der Schweiz, gemäß der Zusatzstoffverordnung (ZuV) (Stand: Juli 2020) aufgelistet. In der Europäischen Union und der Schweiz ist Rhodoxanthin seit 1994 nicht mehr als Lebensmittelzusatzstoff zugelassen.